# 94 f.Kr.
| 94 f.Kr.           |
| ------------------ |
| Dødsfald - Fødsler |
|                    |